# رشدي فكار
رشدي فكار مفكر إسلامي مواليد مصر 1928م، دكتوراه من باريس، أستاذ بجامعة محمد الخامس المغرب، يمثل مدرسة فكرية إسلامية تحسن التعامل مع الغرب، عالم لغوي وشرعي، تُوُفِّي في 5 أغسطس 2000م بالمغرب إثر أزمة قلبية مفاجئة.

## حياته
ولد بقرية الكرنك في مركز أبوتشت في محافظة قنا بصعيد مصر حيث حفظ القرآن في كتاب القرية في سن مبكرة. كان والده العمدة محمود فكار عمدة قرية الكرنك وأحد كبار الأعيان بمحافظة قنا وبحكم التكوين القبلي للقرية نشأ على القيم والأخلاق الحميدة وحب الخير.

## المؤهلات العلمية
- التحق بمعهد قنا الديني، ثم القاهرة الديني بالأزهر وتخرج منه، ثم حصل على البكالوريا الفرنسية.
- حفظ القرآن الكريم في صغره.
- دبلوم الدراسات العليا - قسم الدراسات العليا - السوربون، وفي نفس الوقت حصل على ليسانس الآداب "تخصص فلسفة بالمعادلة" - جامعة جنيف".
- دبلومان في الدراسات العليا - باريس أحدهما في الاجتماع والآخر في العلاقات الدولية.
- الدكتوراه من جامعة باريس مع مرتبة الشرف الأولى 1956م.
- مرتبة الأستاذية مع درجة دكتوراه الدولة من جامعة جنيف 1967م.
- يجيد اللغة العربية والإنجليزية والفرنسية..

## التدرج الوظيفي
- أستاذ بجامعة محمد الخامس - المغرب منذ 1968م.
- انتسب بالعضوية لأكثر من 42 جمعية دولية وأكاديمية.
- عمل أستاذًا - بجامعة جنيف وجامعة نيوشاتل منذ 1964م.
- أول عربي انضم لأكاديمية العلوم (مجمع الخالدين) بفرنسا 16/2/1973م.
- كلف بمحاضرات بالسوربون في القسم العلمي للدراسات العالية بعد تخرجه منه لمدة عام.
- حاضر في جامعة جنيف بمعهد الألسن وكلية الآداب.
- عمل أستاذًا محاضرًا بمعهد العلوم الاجتماعية بجامعة محمد الخامس التابع لمؤسسة اليونسكو تحت إشراف جامعة نيوشاتل 1962 - 1963.
- اختارته الحكومة السويسرية ليكون واحدًا من فريق العلماء يفحصون بكل أدوات العلم مشكلات سويسرا الناجمة عن الثروة المتضخمة.
- وقع عليه الاختيار كرئيس لجمعية «الأيدو» العالمية ومقرها جنيف والتي تضم في عضويتها الحاصلين والمرشحين من شتى أنحاء العالم لجوائز نوبل العالمية.
- منحته الحكومة الفرنسية عضوية أكاديمية العلوم التي لا يحصل عليها إلا العلماء المتميزون.
- أول مصري وعربي وأول مفكر من العالم الثالث بعد الشاعر الهندي طاغور تقر الأكاديمية السويدية ولجنة نوبل في الآداب ترشيحه رسميًّا للجائزة.
- حصل على عضوية أكاديمية الآداب والفنون والعلوم بإيطاليا.
- يعتبر د. رشدي من أكبر خمسة متخصصين في أصول الماركسية في العالم.
- عضو المجلس الأعلى للشئون الإسلامية.
- عضو الهيئة العالمية للكتاب.
- عضو جمعية استر نجيرج.
- أستاذ زائر لكرسي الاجتماع بجامعة نيوشاتل، وأستاذ زائر بشعبة العلوم التاريخية بجامعة جنيف بسويسرا، ودُعي للتدريس وإلقاء المحاضرات في عدد من الجامعات العربية منها جامعة طرابلس بليبيا.

## نتاجه الفكري
- له أكثر من 17 مؤلفًا وموسوعة و 100 بحث ودراسة حول شتى علوم الإنسان.
- استطاع أن يجمع بحوثه ودراساته في 30 مجلدًا من مجالات الدراسات الإسلامية والاجتماعية والنفسية وتمت ترجمتها إلى لغات أخرى.
- كتب 50 دراسة وبحثًا ومقالات باللغات العربية والإنجليزية والفرنسية منها:
- علاقة العالم العربي الثقافية مع فرنسا.
- تأملات في الإسلام.
- الحياة اليومية في مصر إبان عصر محمد علي.
- الشباب وحرية الاختيار.
- ظاهرة الانتحار.
- المراهنة الصناعية.
- نظرية أصول الماركسية والمراهنة الصناعية؛ وهي التي أهلته للترشيح لجائزة نوبل عام 1976م.
-منهجية الحوار والتحدي الإعجازي للإسلام